# Bernsteiner gebergte
Het Bernsteiner gebergte of het  Bernsteiner Heuvelland (Duits: Bernsteiner Gebirge, Hongaars: Borostyánkői-hegység) is een oostelijke uitloper van de Alpen en ligt op de grens van de Oostenrijkse deelstaten Neder-Oostenrijk en Burgenland en vormde historisch een grensgebergte, tussen het Keizerrijk Oostenrijk (Cisleithanië) en het Koninkrijk Hongarije (Transleithanië), meer specifiek tussen het Oostenrijkse Neder-Oostenrijk en het Hongaarse Vas (historisch comitaat), nu deels gelegen in Burgenland en deels in Hongarije. In het gebied werd eerder veel aan mijnbouw gedaan, het comitaat waar ze deel van uit maakte verwijst daar ook na. 
Het gebergte loopt aan de oostkant over in Rosaliengebergte en in het Günser gebergte, de depressie van Weppersdorf (Hongaars: Veperd) en het Pullendorfer Bekken. Aan de zuidoost en zuidkant gaat het gebergte over in Dal van de Pinka.
Aan de noordkant en westkant aan de vroegere Oostenrijkse grens met Hongarije, in Neder-Oostenrijk gaat het gebied over in Bucklige Welt, waar het Geologisch gezien ook deel vanuit maakt. Het Bernsteiner gebergte scheid tegenwoordig de regio's Midden-Burgenland en Zuid-Burgenland. 
Het gebergte is vernoemd naar de historische Hongaarse grensvesting : Kasteel Bernstein (Burgenland) / Borostyánkő vára uit de 13e eeuw, in het gelijknamige dorp Bernstein im Burgenland / Borostyánkő. De hoogste top is de Hutwisch met een hoogte van 896 meter boven de zeespiegel.

## Afbeeldingen

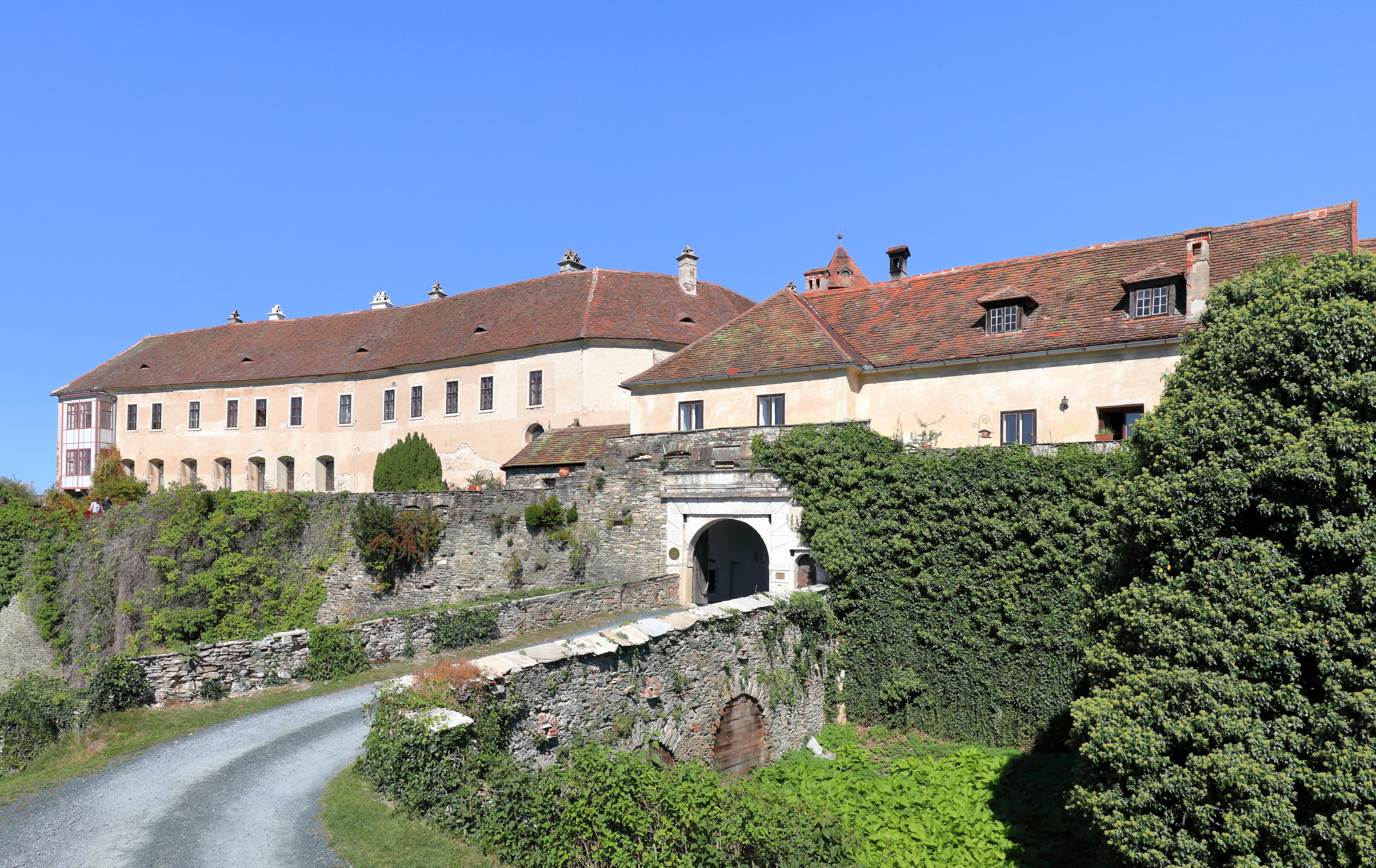
De historische grensvesting Kasteel Bernstein / Borostyánkő, waarnaar het gebergte genoemd is
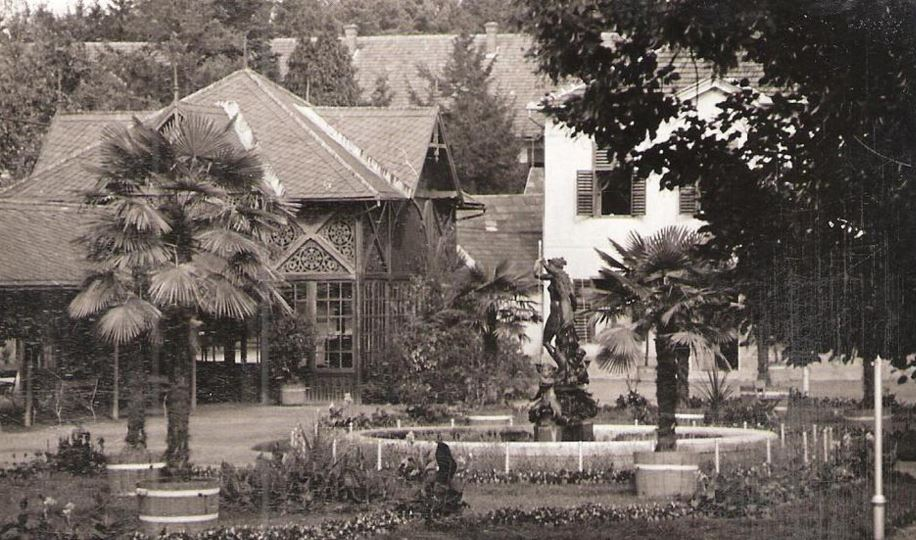
De Kurfplatz in  kuuroord Bad Tatzmannsdorf / Tarcsafűrdo
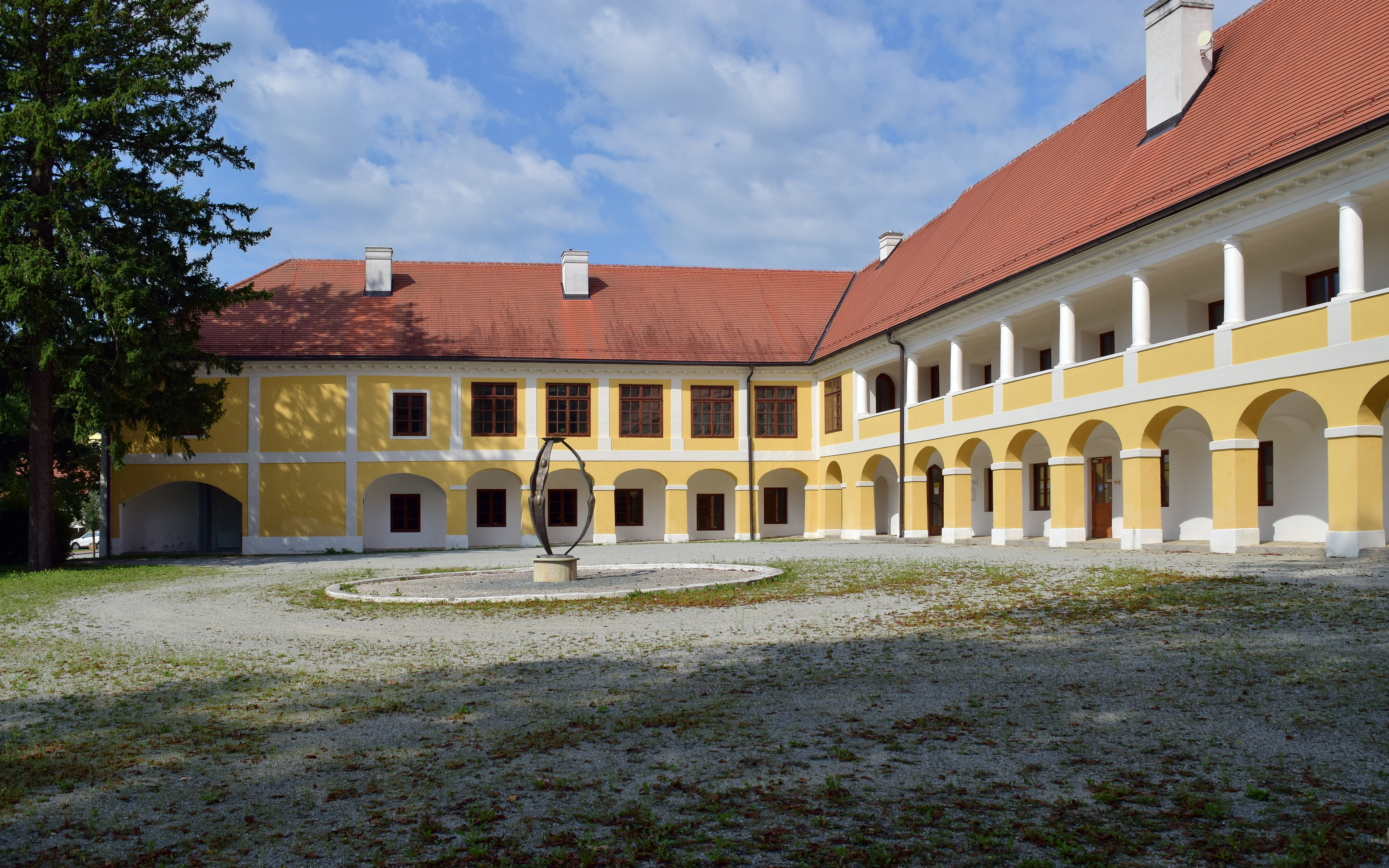
Kasteel Jormannsdorf / Gyimótfalva bij Bad Tatzmannsdorf / Tarcsafűrdo
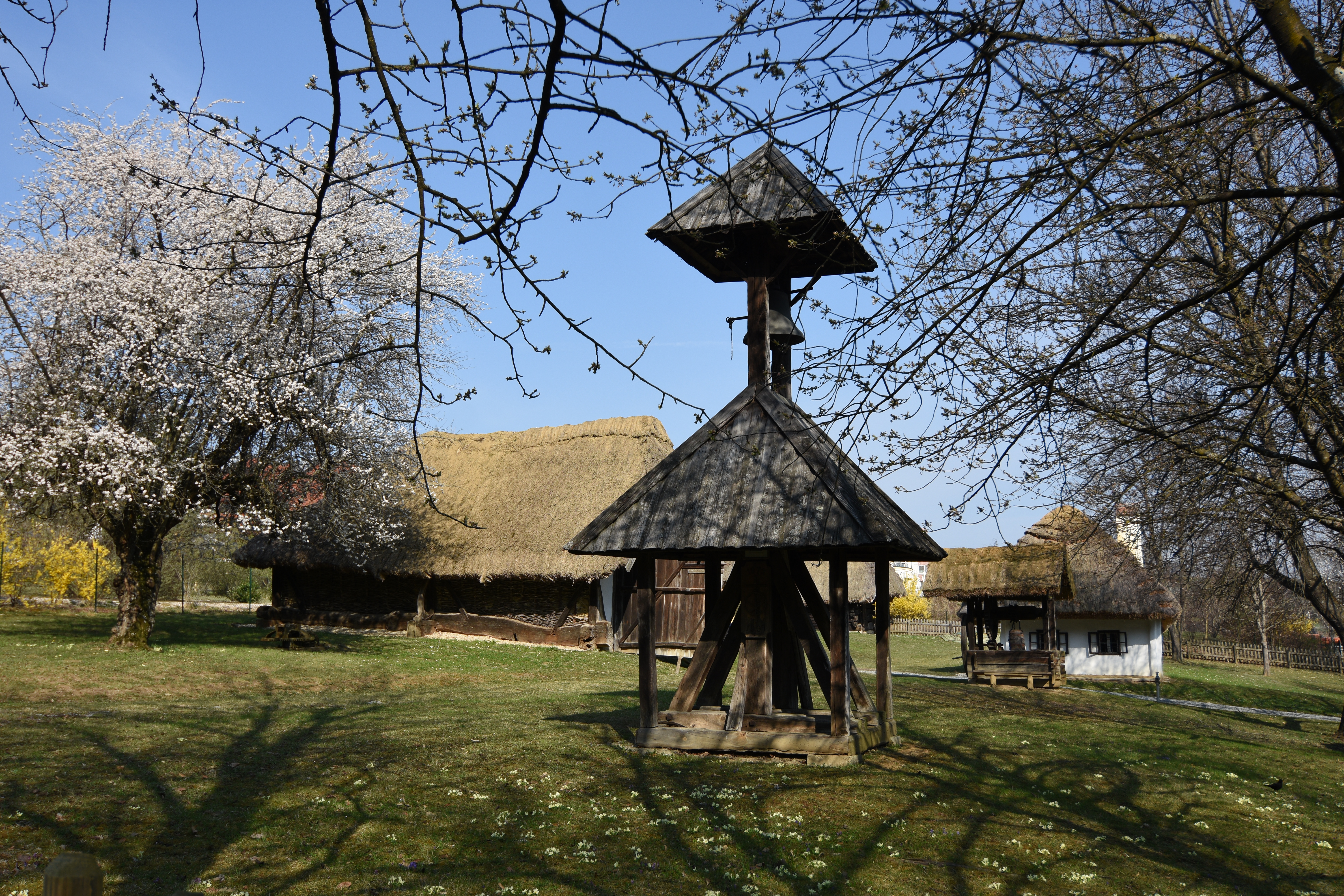
Historische boerderijen in het Etnografische park van Bad Tatzmannsdorf
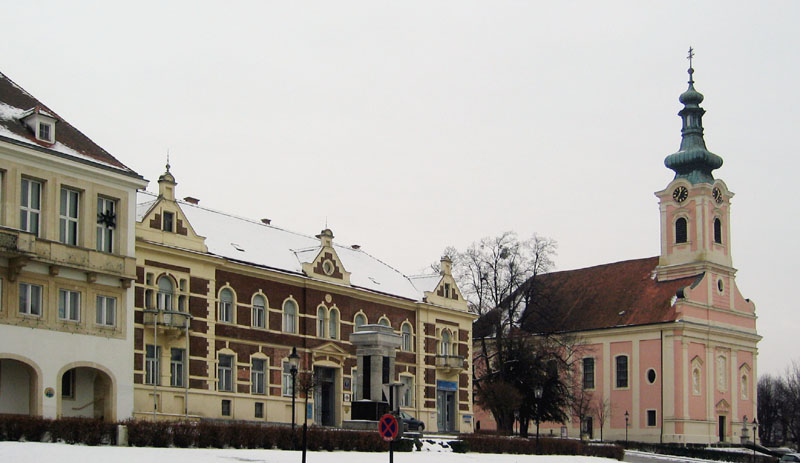
Het stadje Pinkafeld /Pinkafő / Pinkafelj aan de westkant van het gebergte met het historische raadhuis, oorlogsmonument en de Rooms-Katholieke kerk
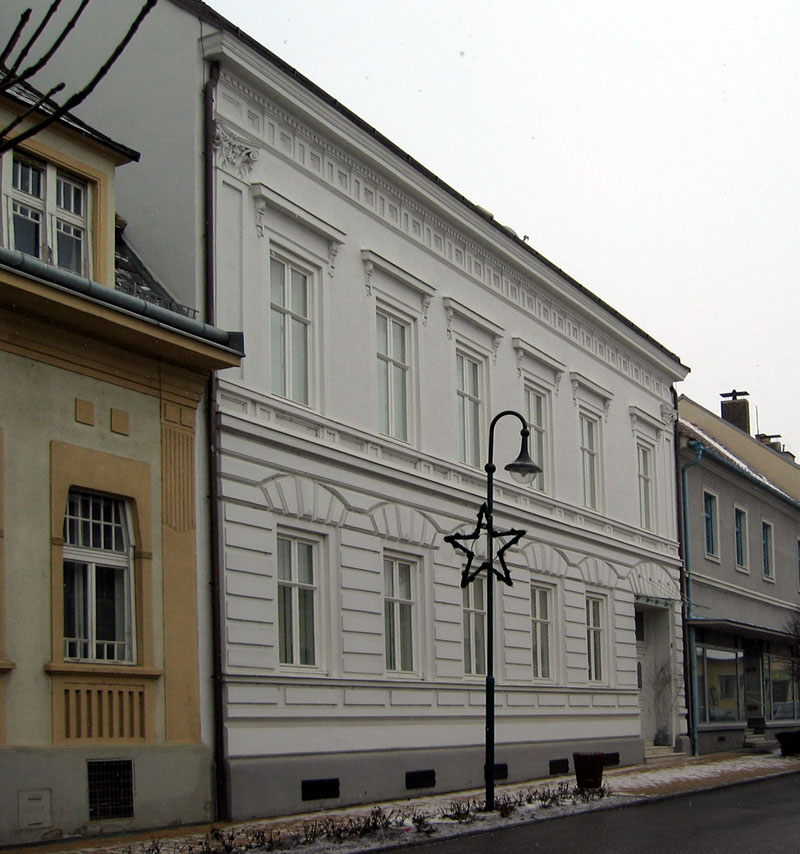
Het historische Hotel Lehner stieg in Pinkafeld / Pinkafő, waar de laatste Keizer / Koning Karel I van Oostenrijk / Koning Karel IV van Hongarije aftrad in 1921
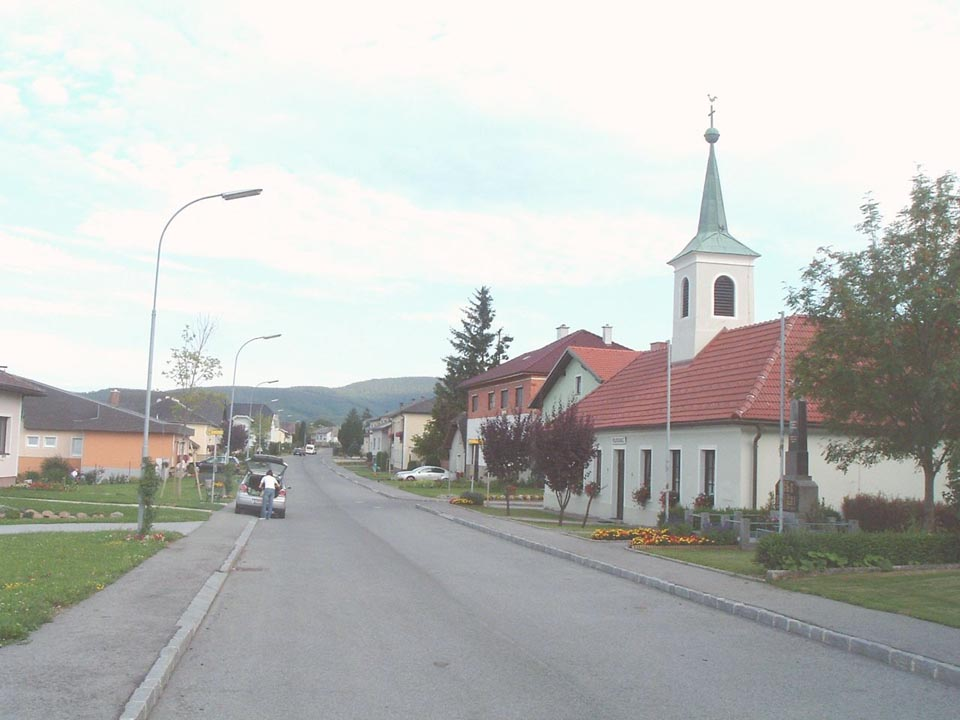
De dorpskerk van Günseck / Gyöngyösfő met het Bernsteiner gebergte op de achtergrond
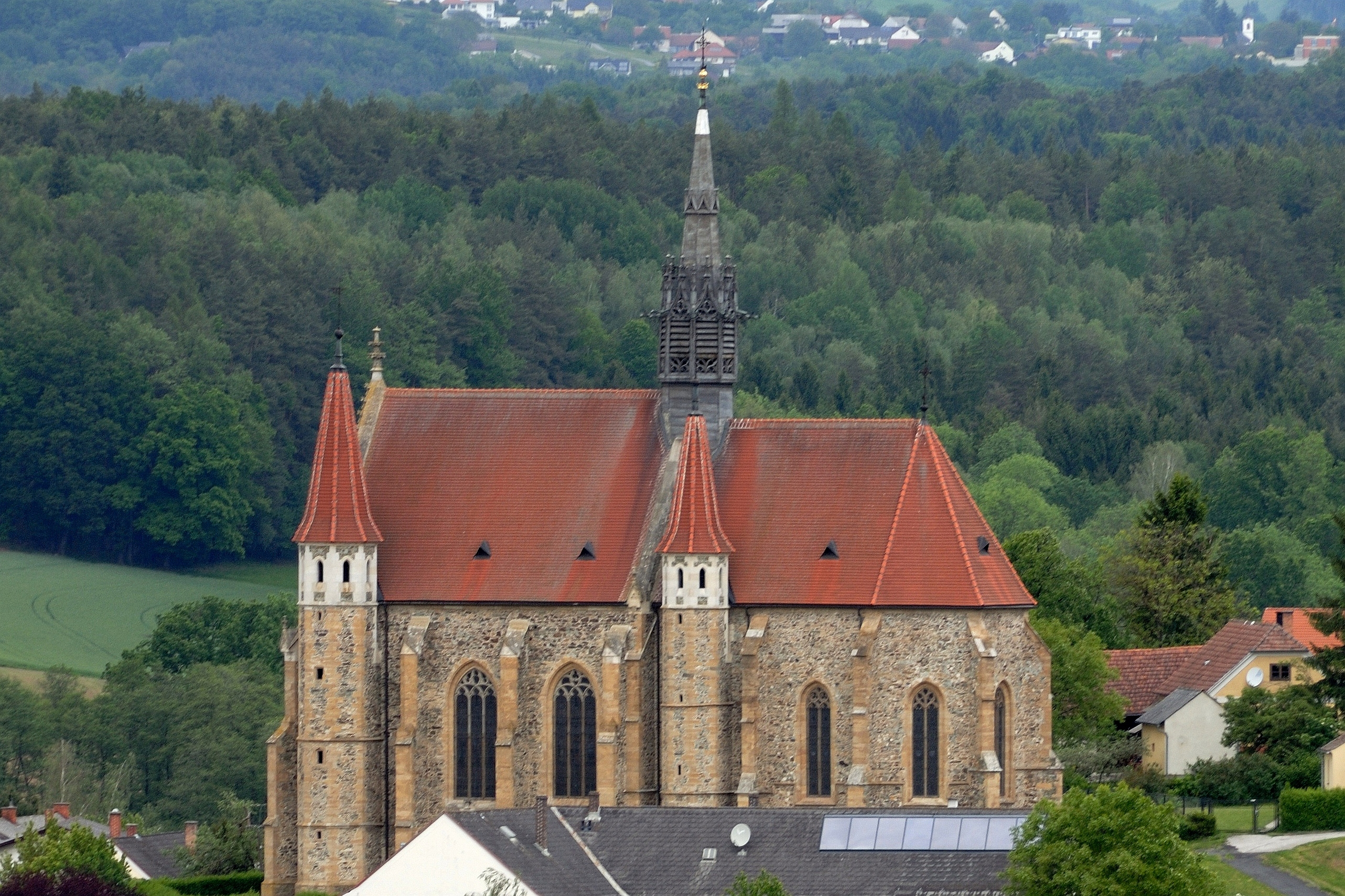
De Gotische dorpskerk van Mariasdorf / Máriafalva, met op de achtergrond het volgende dorp en het opklimmende Bernsteiner gebergte en werd in 1388 voor het eerst in een document genoemd van de Hongaarse Koning Sigismund van Hongarije, waar hij deze schenkt aan het adellijke geslacht Kanizsay, net als grensvesting Bernstein.
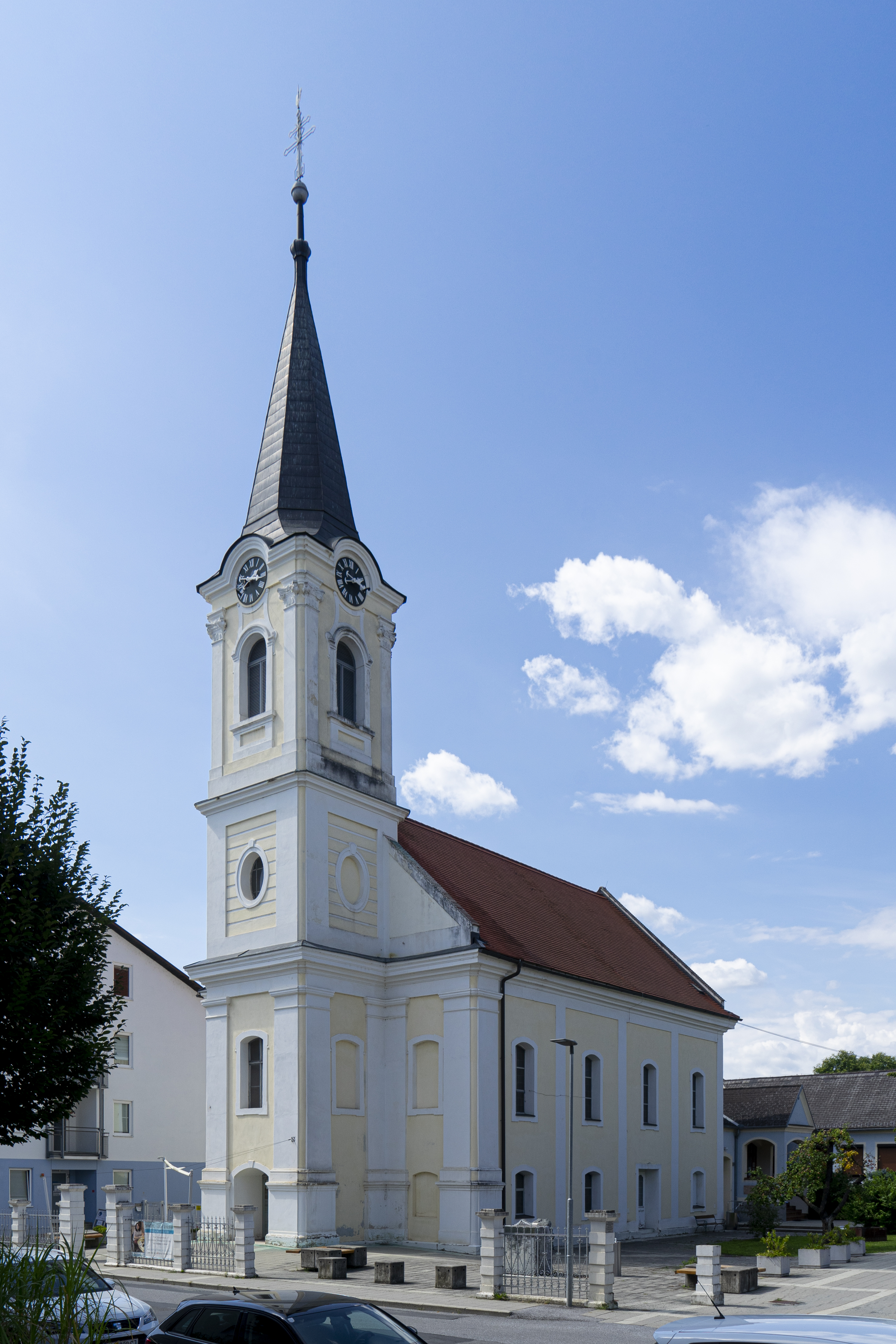
De Evangelische-Lutherse kerk in Oberwart / Felsőőr
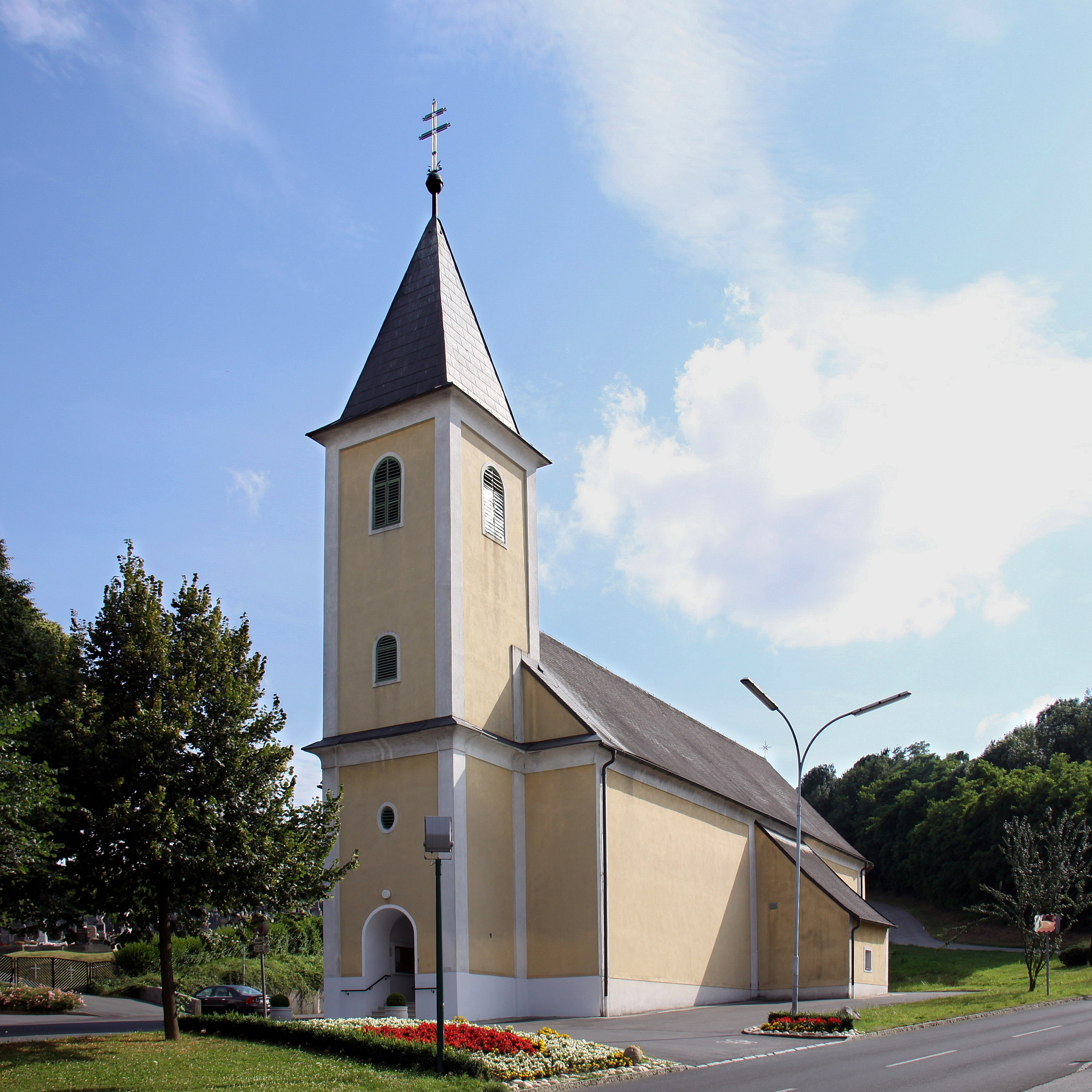
Het kerkje van Unterwart / Alsóőr met op de achtergrond de voet van de heuvels, in het dorp is ook een streekmuseum te vinden
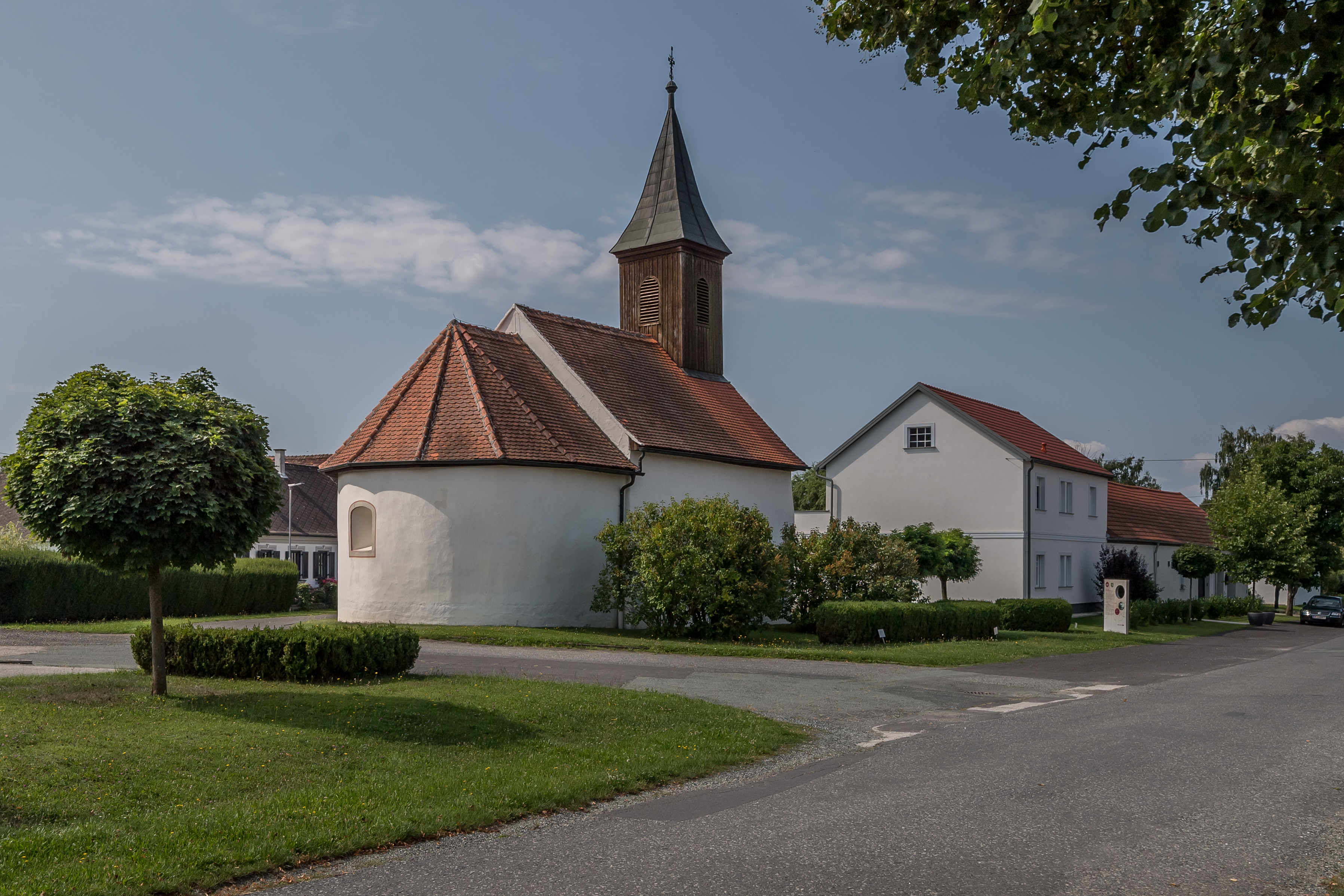
Het hele bijzondere bergkerkje van Siget in der Wart / Őrisziget in de gemeente Rotenturm an der Pinka / Vasvörösvár
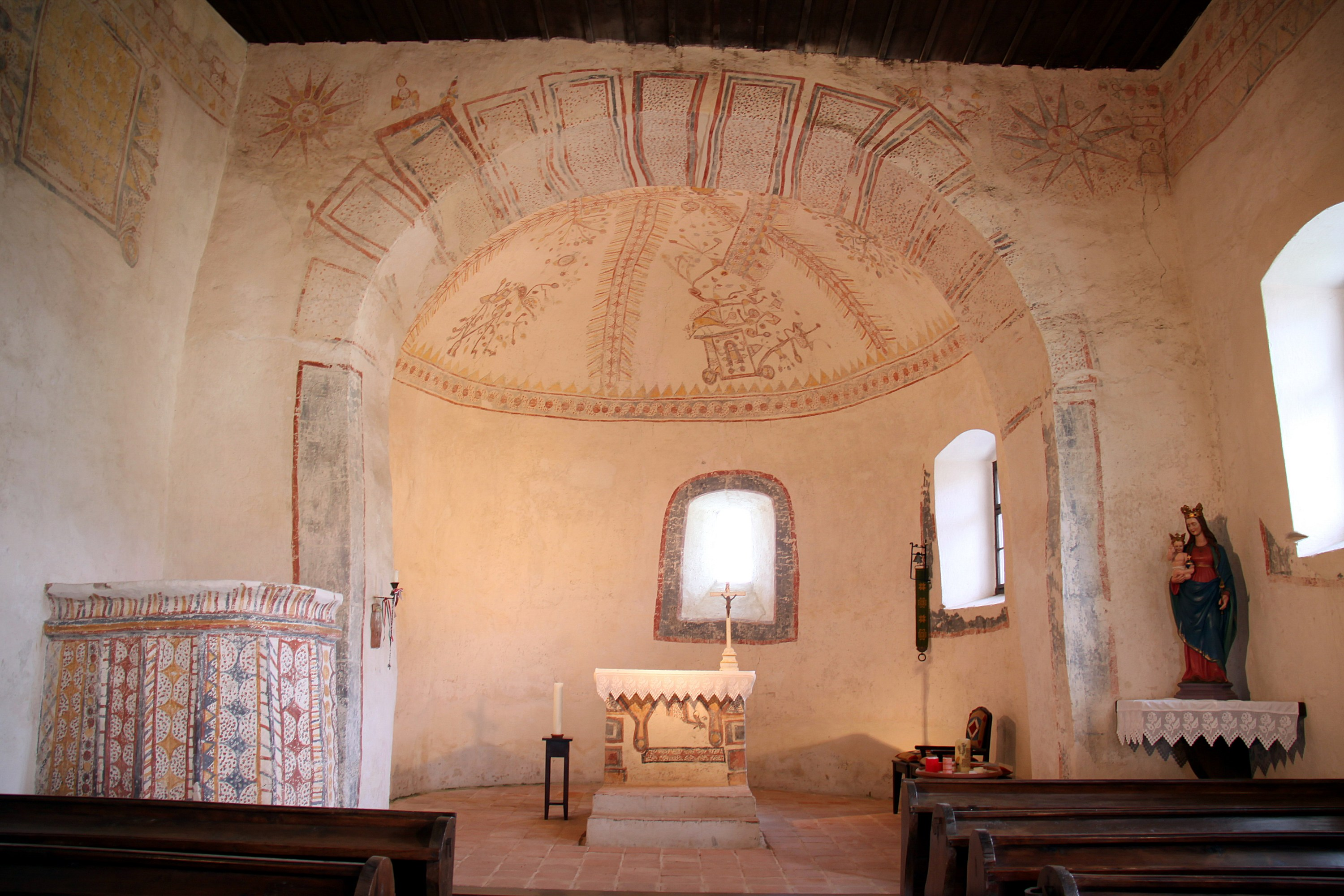
Het Priesterkoor met fresco's, gewijd aan de Heilige Koning Ladislaus I van Hongarije, stammend uit de 16e eeuw, voor het eerst genoemd in een oorkonde uit 1368. Ook de stenen Preekstoel aan de linkerzijde van het koor is beschilderd met fresco's
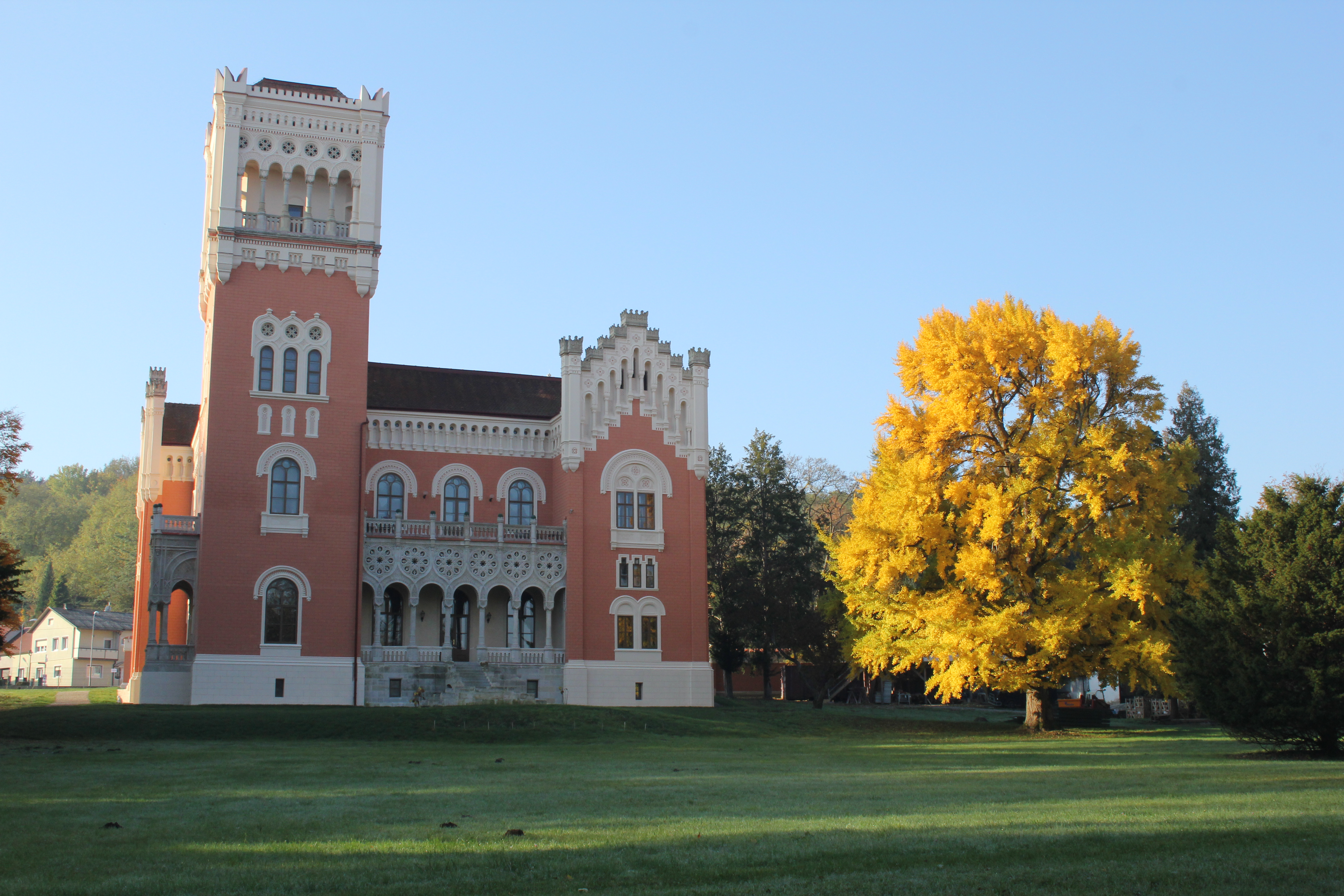
Het 19e-eeuwse Kasteel Rotenturm / Erdődy-kastély in Rotenturm an der Pinka / Vasvörösvár, ontworpen door de architect Miklós Ybl